# Принцеза Мононоке
Принцеза Мононоке (јап. もののけ姫, енгл. Princess Mononoke) је јапански анимирани филм студија Гибли из 1997. године, чији је режисер и сценариста Хајао Мијазаки.
Радња је смештена у Муромачи период јапанске историје и прати принца умирућег клана Емиши који се нашао усред конфликта између шумских богова и становника једног града који крче шуму.
Филм је наишао на позитиван пријем код критичара и остварио је добру зараду у Јапану, а све до премијере Титаника неколико месеци касније био је најпрофитабилнији филм на јапанским биоскопским благајнама свих времена. Упркос неуспеху на биоскопским благајанама у Северној Америци, филм је остварио добру зараду продајом DVD и ВХС издања и на тај начин постао први пројекат студија Гибли који је привукао пажњу западне публике.

## Улоге
| Улога       | Глумац          | Глумац (енглеска синхронизација) |
| ----------- | --------------- | -------------------------------- |
| Ашитака     | Јоџи Мацуда     | Били Крудап                      |
| Сан         | Јурико Ишида    | Клер Дејнс                       |
| Лејди Ебоши | Јуко Танака     | Мини Драјвер                     |
| Џико-бо     | Каору Кобајаши  | Били Боб Торнтон                 |
| Гонза       | Цунехико Камиџо | Џон Димаџио                      |
| Моро        | Акихиро Мива    | Џилијан Андерсон                 |